# عملية وداع الصحراء
في حرب الخليج الثانية كان عملية وداع الصحراء الاسم الذي يطلق على عودة الوحدات والمعدات الأمريكية إلى الولايات المتحدة في عام 1991 بعد تحرير الكويت. بعض وحدات قوات مشاة بحرية الولايات المتحدة تم تحويلها في طريقها لإجراء الإغاثة الإنسانية في بنغلاديش بعد أن غمرتها المياه. كما أطلق على هذه العملية مسمى هدوء الصحراء أو وكر السلام في بعض الوثائق.